# Никтофобија
Никтофобија је фобија од мрака. Људски вид није прилагођен ноћном осматрању, те је овај страх и разумљив. Здрав разум налаже и избегавање мрака у урбаним срединама, јер се тако избегавају и потенцијално опасне ситуације. Међутим, људи који пате од ове фобије, могу да се паралишу у мраку, што такође може бити опасно, осим што је емоционално стресно.

## Узроци
Док је рационалан страх од мрака чак и пожељан, јер је опрезност у мраку неопходна, ирационалан страх је већ проблем ако су у питању одрасле особе. Од овог страха најчешће пате деца и то није неуобичајено. Изгледа да је овај страх еволутивно настао због ноћних предатора. Такође, доприносе му и хорор филмови, чије се језиве сцене често дешавају у току ноћи. На развој ове фобије утичу многи фактори, међу којима могу бити проблеми који иначе заокупљају особу, али се интензивирају у мраку, трауматична искуства, интензивне ноћне море које су утолико драматичније ако се човек пробуди у потпуном мраку око себе, као и занемаривање детета које ће у одраслој доби развити ову фобију. Истраживања показују да се нормално овај страх јавља око друге године што указује да није обавезно повезан са људском врстом.

## Симптоми
Човек који пати од ове фобије осећа нервозу у било каквом окружењу када је у мраку, често спава са упаљеним светлима и не воли да излази ван дома ноћу. Када је у мраку, срце му брже куца, зноји се и тресе, па се чак осећа и болесно. У тежим случајевима, човек у нападу панике тежи да побегне или се разбесни ако неко пожели да га охрабри да ипак остане у мраку.

## Лечење
Модерне терапије, упркос ономе што се понекад приказује у филмовима, не доводе пацијента у позицију да се плаши, односно не присиљавају га да буде у мрачним просторијама како би победио страх. Терапија која се ради потиче из когнитивно-бихевиористичке школе терапија и има за циљ да негативне поруке које човек самом себи шаље док је у мраку замени са позитивним мислима. Прописују се и одговарајући лекови против анксиозности.

## Занимљивост
Псеудонаука, астрологија, објашњава никтофобију преко наталних карата, па се тако објашњава и страх који је имала певачица Барбара Страјсенд. Заправо, за сваку врсту фобије, па и ову, одговорна је планета Нептун.